# Holly Lisle
Holly Lisle (* 1960 in Salem, Ohio; † 27. August 2024) war eine US-amerikanische Autorin von Fantasy- und Science-Fiction-Literatur.
Als Kind und Jugendliche war sie mit ihrer Familie in den USA, in Costa Rica und Guatemala unterwegs. Sie war als vielseitige Musikkünstlerin und Zeichnerin tätig, bevor sie sich in enger Zusammenarbeit mit Marion Zimmer Bradley auf das Schreiben konzentrierte und schon bald ihre ersten Erfolge als Autorin feierte. Auch für ihre Schreibanleitungen für angehende Autoren ist sie durch ihr bisher nur auf Englisch erschienenes Buch Mugging the Muse: Writing Fiction for Love And Money bekannt geworden, welches es als kostenlosen Download im Internet gibt.
1993 wurde ihr Roman Fire in the Mist mit dem Compton Crook Award als bester Debütroman ausgezeichnet.

## Werke

### Fire in the Mist
- Vol. 1: Fire in the Mist, 1992
- Vol. 2: Bones of the Past, 1993
- Vol. 3: Mind of the Magic, 1995

### Elves on the Road universe
- Serrated Edge #3: When the Bough Breaks, mit Mercedes Lackey, 1993

### Devil's Point
- Vol. 1: Sympathy for the Devil, 1996
- Vol. 2: The Devil & Dan Cooley, mit Walter Spence, 1996
- Vol. 3: Hell on High, mit Ted Nolan, 1997

### Bard's Tale
- Vol. 5: Thunder of the Captains, mit Aaron Allston, 1996
- Vol. 6: Wrath of the Princes, mit Aaron Allston, 1997
- Vol. 8: Curse of the Black Heron, 1998

### Glenraven, mit Marion Zimmer Bradley
- Vol. 1: Glenraven, 1996

Band 1: Glenraven, Bastei-Lübbe, 1996, ISBN 3-404-50503-4
Band 1: Glenraven, Bastei-Lübbe, 1998, ISBN 3-404-13989-5
Band 1: Glenraven, Bastei-Lübbe, 1998, ISBN 3-404-25356-6
Band 1: Glenraven, Bechtermünz, 2001, ISBN 3-8289-0229-4
- Vol. 2: In the Rift, 1998

Band 2: Im Schatten der Burg, Bastei-Lübbe, 1999, ISBN 3-404-28313-9
Band 2: Im Schatten der Burg, Bastei-Lübbe, 2001, ISBN 3-404-14554-2
Band 2: Im Schatten der Burg, Weltbild, 2002, ISBN 3-8289-7147-4

### Die geheimen Schriften

#### Der Magische Spiegel (The Secret Texts 1–3)
- Vol. 1: Diplomacy of Wolves, 1998

Band 1: Der Schlaf der Zauberkraft, Blanvalet, 1999, ISBN 3-442-26550-9
- Vol. 2: Vengeance of Dragons, 1999

Band 2: Die Weissagung, Blanvalet, 2001, ISBN 3-442-26551-7
- Vol. 3: Courage of Falcons, 2000

Band 3: Der Flug der Falken, Blanvalet, 2001, ISBN 3-442-26552-5

#### Vorgeschichte zum Magischen Spiegel (The Secret Texts 4)
- Vol. 4: Vincalis the Agitator, 2002

Drachensaat, Blanvalet, 2006, ISBN 3-442-24297-5

### Das Gesetz der Magie (The World Gates)
- Vol. 1: Memory of Fire, 2002

Band 1: Die Höllenfahrt, Blanvalet, 2005, ISBN 3-442-24126-X
- Vol. 2: Wreck of Heaven, 2003

Band 2: Die Torweberin, Blanvalet, 2005, ISBN 3-442-24127-8
- Vol. 3: Gods Old and Dark, 2004

Band 3: Götter der Finsternis, Blanvalet, 2006, ISBN 3-442-24128-6

### Korre
- Vol. 1: Talyn, 2005
- Vol. 2: Hawkspar, 2008

### Einzelromane
- The Rose Sea, mit S. M. Stirling, 1994
- Minerva Wakes, 1994
- Mall, Mayhem and Magic, mit Chris Guin, 1995
- Hunting the Corrigan's Blood, 1997

#### Thriller
- Midnight Rain, 2004
- Last Girl Dancing, 2005
- I See You, 2006
- Night Echoes, 2007

### Anleitungen für angehende Autoren
- Mugging the Muse: Writing Fiction for Love and Money, 2000
- Create a Character Clinic, 2006
- Create a Language Clinic, 2006
- Create a Culture Clinic, 2006
- Create a Plot Clinic, 2007